# 117240 Zhytomyr
117240 Zhytomyr è un asteroide della fascia principale. Scoperto nel 2004, presenta un'orbita caratterizzata da un semiasse maggiore pari a 2,6480901 UA e da un'eccentricità di 0,1916043, inclinata di 8,88612° rispetto all'eclittica.
L'asteroide è dedicato all'omonima città ucraina.